# 2015年佐賀県知事選挙
第18回佐賀県知事選挙（だい18かいさがけんちじせんきょ）または2015年佐賀県知事選挙（2015ねんさがけんちじせんきょ）は、第57代知事古川康の国政進出に伴い、2014年12月25日に告示、2015年1月11日に執行された。
自衛隊輸送機オスプレイの佐賀空港配備計画、玄海原子力発電所再稼働、諫早湾干拓事業の開門調査への対応などが争点。事実上の自民党分裂選挙となったことで注目された。
県内同日選挙として、武雄市長選挙が同じ日に投開票された。

## 立候補者
4名。立候補届け出順。
| 候補者名（読み）               | 年齢 | 新旧 | 党派                       | 肩書               |
| ------------------------------ | ---- | ---- | -------------------------- | ------------------ |
| 飯盛良隆 （いさがい よしたか） | 44   | 新   | 無所属                     | 農業               |
| 樋渡啓祐 （ひわたし けいすけ） | 45   | 新   | 無所属、自民党・公明党推薦 | 元武雄市長         |
| 山口祥義 （やまぐち よしのり） | 49   | 新   | 無所属                     | 元総務省官僚       |
| 島谷幸宏 （しまたに ゆきひろ） | 59   | 新   | 無所属                     | 九州大学大学院教授 |

## 動向
当初、自由民主党佐賀県支部連合会幹部が佐々木豊成内閣官房内閣官房副長官補付内閣審議官に出馬要請を行っていたが、2014年12月1日に正式に固辞する意思が明らかになり、自由民主党伊万里支部からの推薦願も取り下げられた。

## 選挙結果
候補者別の得票数の順位、得票数、得票率、惜敗率、供託金没収概況は以下のようになった。供託金欄のうち「没収」とある候補者は、有効投票総数の10%を下回ったため全額没収された。惜敗率は未発表のため暫定計算とした（小数3位以下四捨五入）。
|      | 順位 | 候補者名  | 党派   | 新旧 | 得票数  | 得票率 | 惜敗率 | 供託金 |
| ---- | ---- | --------- | ------ | ---- | ------- | ------ | ------ | ------ |
| 当選 | 1    | ■山口祥義 | 無所属 | 新   | 182,795 | 49.90% | ----   |        |
|      | 2    | ■樋渡啓祐 | 無所属 | 新   | 143,720 | 39.23% | 78.62% |        |
|      | 3    | ■島谷幸宏 | 無所属 | 新   | 32,844  | 8.97%  | 17.97% | 没収   |
|      | 4    | ■飯盛良隆 | 無所属 | 新   | 6,951   | 1.90%  | 3.80%  | 没収   |